# Canwell-Gletscher
Der Canwell-Gletscher ist ein 20,5 km langer Talgletscher in der nördlichen Alaskakette in Alaska (USA). 
Das 1800 m hoch gelegene Nährgebiet des Canwell-Gletschers befindet sich an der Nordflanke des Icefall Peak. Es grenzt im Osten an das Nährgebiet des Gakona-Gletschers. Der Canwell-Gletscher strömt anfangs Richtung Westnordwest und wendet sich dann aber allmählich nach Nordwesten. Der 1,3 km breite Gletscher endet auf einer Höhe von 850 m. Der knapp 5 km lange Miller Creek entwässert den Gletscher zum Delta River, einen linken Nebenfluss des Tanana River. 3,5 km westlich der Gletscherzunge verläuft der Richardson Highway.
Benannt wurde der Gletscher 1898 durch Captain Edwin F. Glenn nach Private Canwell, einem Mitglied seiner Mannschaft.